# 托马斯·凯利
托马斯·J·凯利（英語：Thomas J. Kelly，1941年11月21日—），美国癌症研究人员，其工作重点是DNA复制的分子机制。凯利是纪念斯隆-凯特琳癌症中心的主任，并且是该中心纪念Benno C. Schmidt癌症研究主席。
凯利率先在真核细胞DNA复制的研究中利用DNA病毒作为模型系统。他的实验室研制出第一台用于人体细胞的DNA复制生化研究的无细胞系统，使鉴定和功能分析人的复制机能成为可能。2010年获路易莎·格罗斯·霍维茨奖。